# NGC 3257
NGC 3257 is een elliptisch sterrenstelsel in het sterrenbeeld Luchtpomp. Het hemelobject werd op 2 mei 1834 ontdekt door de Britse astronoom John Herschel.

## Synoniemen
- ESO 375-36
- MCG -6-23-31
- PGC 30849